# Emocore
L'emo o l'emocore és un gènere musical derivat de l'hardcore de finals dels 80, però generalment més lent i melodiós. També es caracteritza pel contingut de les lletres, de tall personal, en les quals abunda la introspecció i, moltes vegades, la poesia. Les bandes pioneres d'aquest gènere van ser Fugazi, Rites of Spring i embarace
El gènere va ser influenciat per Sunny Day Real Estates, que li va donar el toc indie. Les bandes que el van fer popular els anys 90 van ser Braid, Mineral i The Get Up Kids. Avui dia, alguns dels grups més populars d'aquest estil són Dashboard Confessional, Sparta, Thursday, Silverstein i Taking Back Sunday.
Les bandes emo, en la seva recerca de l'autenticitat, tracten de no fer música purament comercial, ja que per a alguns adular d'aquesta manera un públic poc exigent a priori amb productes artificials o "envasats" els tornaria incapaços d'expressar emocions genuïnes. De fet, tant els concerts d'aquest tipus com els seus discos solen tenir preus relativament baixos comparats amb els d'altres grups/cantants. Gran part dels grups emo tan sols comercialitzen samarretes o altres productes per a guanyar diners.
Les primeres bandes emo van sorgir a mitjans dels anys 80 com a derivat de la música hardcore. Eren bandes que cercaven un estil nou, més creatiu, però sense deixar de costat les seves arrels, encara que més tard començarien a experimentar amb noves i diferents influències. Amb el temps, es va tornar un tipus de música molt peculiar; mentre que alguns van seguir la línia del post-hardcore, altres bandes van optar per un so que podria anomenar-se pop-punk, una miqueta més tranquil i apegalós. D'aquesta manera van aconseguir atraure no sols al públic punk sinó també a un altre tipus d'aficionats a la música tal vegada menys autodestructius.